# Saint-Maurice-Montcouronne
Saint-Maurice-Montcouronne ist eine französische Gemeinde mit 1.540 Einwohnern (Stand: 1. Januar 2022) im Département Essonne in der Region Île-de-France; sie gehört zum Arrondissement Palaiseau und zum Kanton Dourdan.
Die Einwohner werden Saint-Mauriciens genannt.

## Geographie
Saint-Maurice-Montcouronne liegt etwa 34 Kilometer südsüdwestlich von Paris am Fluss Rémarde und seinem Zufluss Prédecelle.

### Nachbargemeinden
Umgeben ist Saint-Maurice-Montcouronne von den Nachbargemeinden Vaugrigneuse im Nordwesten und Norden, Courson-Monteloup im Norden und Nordosten, Bruyères-le-Châtel im Osten, Breuillet im Südosten, Saint-Chéron im Süden sowie Le Val-Saint-Germain im Westen.

## Bevölkerungsentwicklung
| Jahr                       | 1962 | 1968 | 1975 | 1982 | 1990 | 1999 | 2006 | 2012 | 2019 |
| Einwohner                  | 273  | 320  | 715  | 917  | 1279 | 1360 | 1549 | 1611 | 1544 |
| Quellen: Cassini und INSEE |      |      |      |      |      |      |      |      |      |

## Sehenswürdigkeiten
- Kirche Saint-Maurice aus dem 12. Jahrhundert
- Haus Eudoxie Dervillé, Ende des 19. Jahrhunderts erbaut

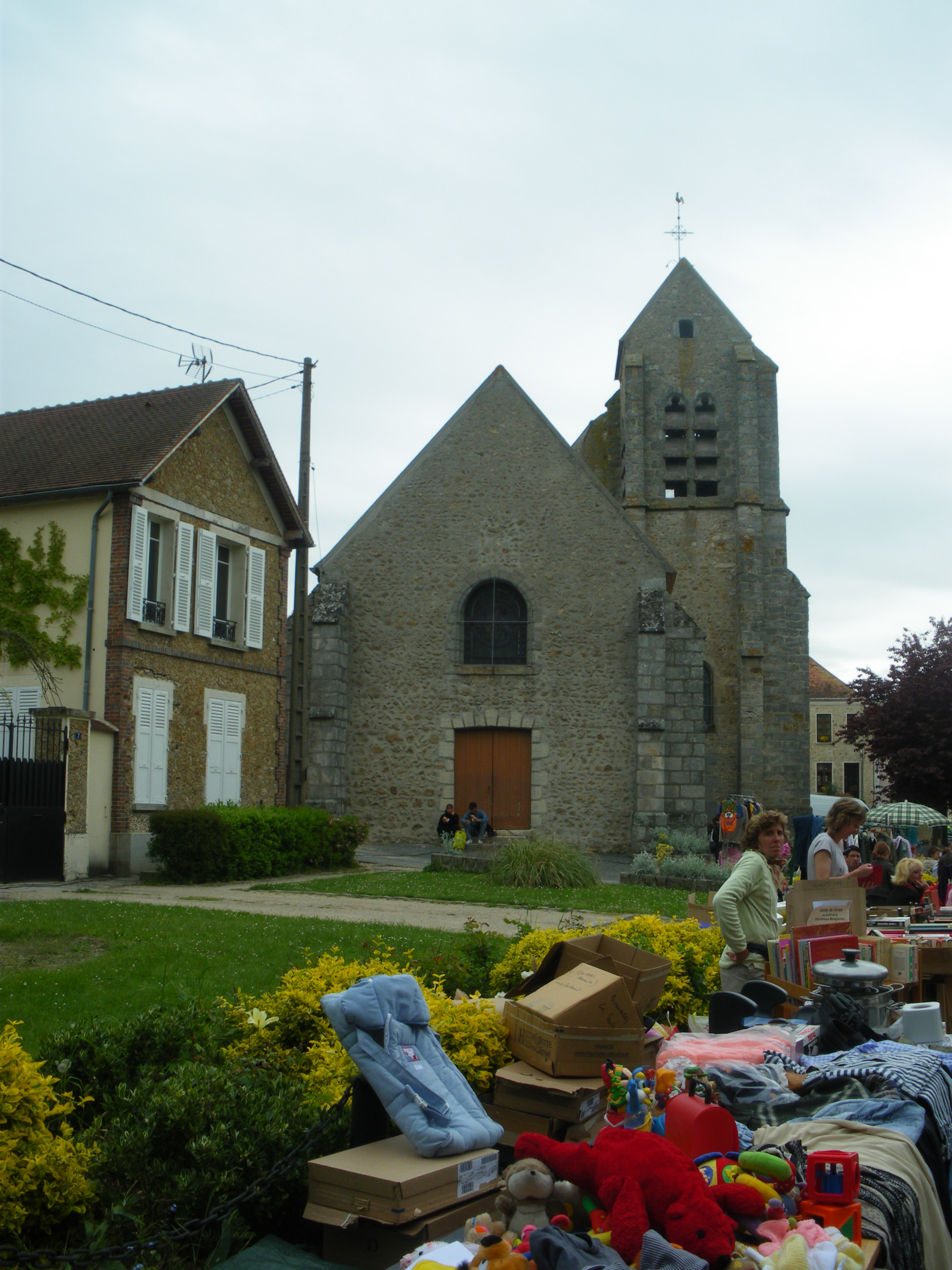
Kirche Saint-Maurice

- Haus La Belle-Étoile, 1795 erbaut